# Russell Cuddihey
Russell Francis Cuddihey (sinh ngày 8 tháng 9 năm 1939) ở Rawtenstall, Anh, là một cầu thủ bóng đá người Anh đã giải nghệ thi đấu ở vị trí wing half ở Football League.